# Dorothea Merck
Dorothea Merck, auch Dorothea Merckin (* in Frauenfeld; † 1579 in  Waldshut), war ein Opfer der Hexenverfolgung in der Stadt Waldshut.
Pfarrer Joseph Ruch beschreibt in seiner Neubearbeitung des Buches (1966) Die Geschichte der Stadt Waldshut die Geschichte des Falles. Nach den Dokumenten sollte sie aus Frauenfeld stammen und war im Gasthaus Löwen beschäftigt, wo ihr dann der Vorwurf wegen der Helzgen und Unholdenwerkh all hier in Waltzhuot im Wirtshaus zum Löwen, fänglich ingezogen und hernach auf ihr Bekenntnis hin mit Feuer gericht worden ist gemacht wurde. Nachdem sie im Hexenturm eingesperrt und gefoltert worden war, wurde sie durch das Stadtgericht Waldshut verurteilt. Die Verbrennung erfolgte am Hochgericht, dem Hinrichtungsplatz, wo auch der Galgen stand. Der Flurname des Platzes ist im Inneren Schlatt (über dem Fahrhaustunnel) dem südlichen Ausläufer des Aarbergs.
Die Akten nennen des Weiteren Dorothea Weiglin von hier, die 1572 ertränkt wurde, und eine namentlich nicht benannte Frau, die am 10. Juli 1596 verbrannt wurde.